# تور قهرمان محض
تور قهرمان محض (انگلیسی: Pure Heroine Tour) اولین تور کنسرت خواننده نیوزلندی لرد، برای حمایت از اولین آلبوم استودیویی‌اش، قهرمان محض (۲۰۱۳) انجام گردید. قبل از تور، لرد در کلوپ‌های شبانه و کافه‌های اطراف نیوزلند و استرالیا اجرا می‌کرد.